# Friedrich Tietjen
Friedrich Tietjen (Garnholt, hoje Westerstede, 15 de outubro de 1832 — Berlim, 21 de junho de 1895) foi um astrónomo alemão.

## Vida
Ele foi diretor do Astronomisches Rechen-Institut (ARI) de 1874 até sua morte em 1895. O Minor Planet Center credita a ele a descoberta do asteróide 86 Semele de 120 quilômetros de tamanho.
O asteróide principal 2158 Tietjen, descoberto por Karl Reinmuth no Observatório de Heidelberg em 1933, foi nomeado em sua memória.